# Rangel Luan da Rosa
Rangel Luan da Rosa (Seara, 11 de mayo de 1996) es un jugador de balonmano brasileño que juega de portero en el Saint-Raphaël VHB francés. Es internacional con la selección de balonmano de Brasil.

## Palmarés

### Selección nacional
| Juegos Panamericanos                      | Juegos Panamericanos | Juegos Panamericanos | Juegos Panamericanos |
| Año                                       | Lugar                | Medalla              |                      |
| ----------------------------------------- | -------------------- | -------------------- | -------------------- |
| 2023                                      | Santiago de Chile    | Medalla de plata     |                      |
| Campeonato Panamericano                   |                      |                      |                      |
| Año                                       | Lugar                | Medalla              |                      |
| 2016                                      | Argentina            | Medalla de oro       |                      |
| Campeonato Sudamericano y Centroamericano |                      |                      |                      |
| Año                                       | Lugar                | Medalla              |                      |
| 2020                                      | Brasil               | Medalla de plata     |                      |
| 2022                                      | Brasil               | Medalla de oro       |                      |
| 2024                                      | Buenos Aires         | Medalla de oro       |                      |

## Clubes
| Club                 | País    | Año       |
| -------------------- | ------- | --------- |
| São Caetano Handebol | Brasil  | ?-2015    |
| BM Villa de Aranda   | España  | 2015-2016 |
| HC Odorheiu Secuiesc | Rumania | 2016-2018 |
| Bidasoa Irún         | España  | 2018-2020 |
| BM Ciudad de Logroño | España  | 2020-2021 |
| BM Granollers        | España  | 2021-2023 |
| Saint-Raphaël VHB    | Francia | 2023-Act. |